# Serdar Rahimov
Serdar Rahimov (12 de fevereiro de 2004) é um judoca turcomeno. Competiu nos Jogos Olímpicos de Verão de 2024 em Paris, sendo eliminado nas oitavas de final.
Triunfou no Grand Slam de Dushanbe em 2024. Conquistou uma medalha de prata no Open da Europa em Roma, em 2023. Conquistou a medalha de ouro na Taça da Europa de Juniores em Sarajevo, em 2023. Conquistou a medalha de prata no Open da Europa em Varsóvia, em 2024. Obteve a medalha de prata na Taça da Europa de Riga em 2024.